# Ipomoea incana
Ipomoea incana är en vindeväxtart som beskrevs av Emilio Chiovenda. Ipomoea incana ingår i släktet praktvindor, och familjen vindeväxter. Inga underarter finns listade i Catalogue of Life.